# Marquesado de Ezenarro
El Marquesado de Ezenarro es un título nobiliario pontificio creado en 1908 por el papa Pio X a favor de Eduardo Vilar y Torres, extensivo a su hija Carmen Vilar de Ezenarro, pasando después a manos de Antonio Badías Vilar, III marqués de Ezenarro.Su hijo, Antonio Badias Alonso, es el actual titular.

## Historia del marquesado
El marquesado comenzó en 1908 con el primer marqués don Eduardo Vilar y Torres. Don Eduardo era licenciado en medicina y militó en el Partido Conservador presentándose en las elecciones generales españolas de 1907 por el distrito de Chiva de Buñol, con apoyo de Juan de la Cierva y Codorníu, entonces ministro de gobernación. En dichas elecciones, don Eduardo Vilar y Torres consiguió superar al candidato del Partido de Unión Republicana Autonomista PURA, Félix Azzati y Descalci.
El I marqués fue Caballero comendador de número y Gran Cruz de la Real y Distinguida Orden de Isabel la Católica, y de la Orden Civil de Beneficencia. Además, académico numerario de la Real de Medicina y Cirugía, presidente de la Excelentísima Diputación Provincial de Valencia, de su Junta Provincial de Sanidad, y del Real Canal del Júcar. Director de los Asilos Provinciales, Casa de Misericordia y Casa de Beneficencia, socio de la Económica de Amigos del País y secretario y presidente del Casino de Cazadores de Valencia.
- Eduardo Vilar y Torres, I marqués de Ezenarro. Casó con Carmen de Ezenarro Capdequí, sucediéndole en 1929, y según lo establecido en el breve pontificio de otorgamiento del título de 1908, su hija:

- Carmen Vilar de Ezenarro, II marquesa de Ezenarro, conocida jugadora de tenis y de bridge. Casó en Valencia con Antonio Badias Aznar, ingeniero industrial. Fue consejero del Banco de España y presidente de la Real Sociedad de Tiro de Pichón de Alicante, ganador de la prueba automovilística I Vuelta de Regularidad y Turismo a Aitana en 1932. Le sucedió su hijo:

- Antonio Badías Vilar, III marqués de Ezenarro. Nació en la Casa Carbonell de Alicante. Licenciado en derecho. Oficial de complemento del arma de Infantería. Hermano de la cofradía del Cristo de la Buena Muerte. Casó en Madrid con Blanca Alonso Barceló. Le sucede su hijo:

- Antonio Badias Alonso, IV marqués de Ezenarro. Caballero Comendador de la Orden Ecuestre del Santo Sepulcro de Jerusalén.[5] Teniente de navío y buzo de la Armada, Guardia Civil Auxiliar.[6][7]

Casó en Sevilla con Macarena Carvajal Murube, con quien ha tenido 5 hijos:

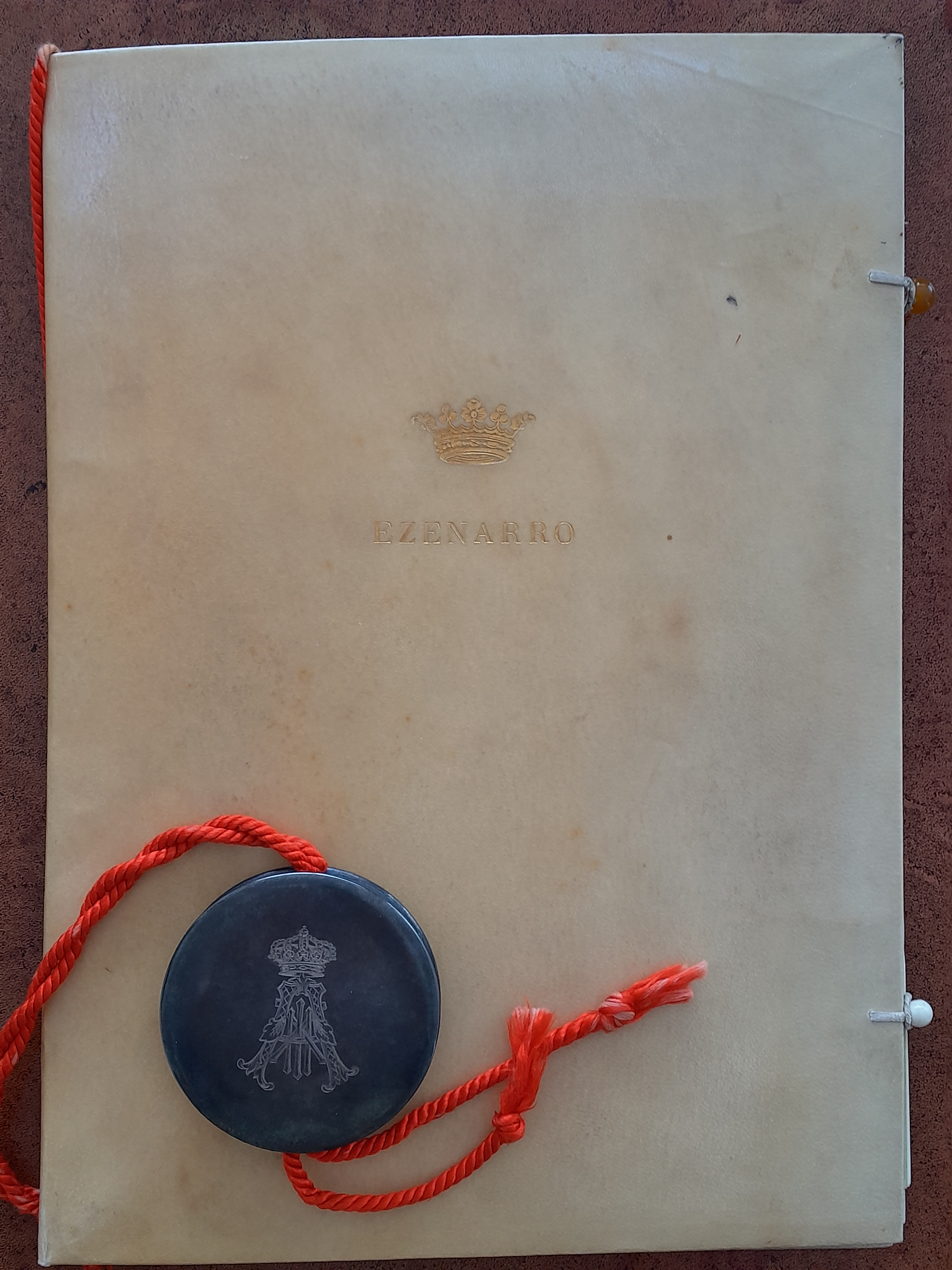
Real autorización para el uso en España el título pontificio de marqués de Ezenarro

1. Macarena Badias Carvajal (1999)
2. Antonio Badias Carvajal (2001)
3. Yago Badias Carvajal (2002)
4. María Badias Carvajal (2006)
5. Sol Badias Carvajal (2013)

|     | Titular                  | Periodo     | Real Autorización     |
| --- | ------------------------ | ----------- | --------------------- |
| I   | Eduardo Vilar y Torres   | 1908 - 1929 | 9 de junio de 1908    |
| II  | Carmen Vilar de Ezenarro | 1929 - 1991 | 10 de julio de 1953   |
| III | Antonio Badías Vilar     | 1991 - 2022 | 22 de febrero de 2002 |
| IV  | Antonio Badias Alonso    | 2023 -      | En tramitación        |